# Encyclopédie de l'utopie, des voyages extraordinaires et de la science-fiction
L’Encyclopédie de l'utopie, des voyages extraordinaires et de la science-fiction est un ouvrage de Pierre Versins paru en 1972 aux éditions L'Âge d'homme (Lausanne).
C'est une encyclopédie de référence sur les littératures de l'imaginaire, écrite par Pierre Versins en 1972. Cet ouvrage a été récompensé par un prix Hugo en 1973 et un prix Pilgrim en 1991.